# Tritaeta chelata
Tritaeta chelata is een vlokreeftensoort uit de familie van de Dexaminidae. De wetenschappelijke naam van de soort is voor het eerst geldig gepubliceerd in 1925 door Chevreux.